# David Perron
David Perron, född 28 maj 1988, är en kanadensisk professionell ishockeyforward som spelar för Detroit Red Wings i NHL.
Han har tidigare spelat för St. Louis Blues, Edmonton Oilers, Pittsburgh Penguins, Anaheim Ducks och Vegas Golden Knights i NHL och Lewiston Maineiacs i LHJMQ.
Perron vann Stanley Cup med St. Louis Blues säsongen 2018–2019.

## Klubblagskarriär

### NHL

#### St. Louis Blues (I)
Perron draftades i första rundan i 2007 års draft av St. Louis Blues som 26:e spelare totalt.

#### Edmonton Oilers
Han tradades till Edmonton Oilers den 10 juli 2013 i utbyte mot Magnus Pääjärvi och ett val i andra rundan i NHL-draften 2014 (Ivan Barbasjov).

#### Pittsburgh Penguins
Den 2 januari 2015 blev han tradad till Pittsburgh Penguins i utbyte mot Rob Klinkhammer och ett val i första rundan i NHL-draften 2015 (som Oilers sedermera tradade till New York Islanders mot Griffin Reinhart. Draftvalet använde Islanders för att välja Mathew Barzal).

#### Anaheim Ducks
Den 16 januari 2016 tradades han till Anaheim Ducks tillsammans med Adam Clendening, i utbyte mot Carl Hagelin.

#### St. Louis Blues (II)
Den 1 juli 2016 skrev han som free agent på ett tvåårskontrakt värt 7,5 miljoner dollar med klubben som draftade honom, St. Louis Blues.

#### Vegas Golden Knights
21 juni 2017 draftades Perron av Vegas Golden Knights i expansionsdraften.
Perron gjorde bara en säsong i Golden Knights när laget tog sig till Stanley Cup-final 2018, men förlorade mot Washington Capitals.

#### St. Louis Blues (III)
Han skrev som free agent på ett fyraårskontrakt, värt 16 miljoner dollar, med St. Louis Blues den 1 juli 2018. Det blev tredje gången han spelar för klubben.
Ett år efter att han förlorade Stanley Cup-finalen med Vegas Golden Knights, vann han Stanley Cup med St. Louis Blues, säsongen 2018–19. 

## Statistik
| 2005–2006    | Panthères de Saint-Jérôme | LHJAAAQ      | 52   | 24  | 45  | 69  | 92  | 8   | 4  | 5  | 9  | 8  |
| 2006–2007    | Lewiston Maineiacs        | LHJMQ        | 39   | 44  | 83  | 75  | 17  | 12  | 16 | 28 | 22 |    |
| 2007–2008    | St. Louis Blues           | NHL          | 62   | 13  | 14  | 27  | 38  | —   | —  | —  | —  | —  |
| 2008–2009    | St. Louis Blues           | NHL          | 81   | 15  | 35  | 50  | 50  | 4   | 1  | 1  | 2  | 4  |
| 2009–2010    | St. Louis Blues           | NHL          | 82   | 20  | 27  | 47  | 60  | —   | —  | —  | —  | —  |
| 2010–2011    | St. Louis Blues           | NHL          | 10   | 5   | 2   | 7   | 12  | —   | —  | —  | —  | —  |
| 2011–2012    | St. Louis Blues           | NHL          | 57   | 21  | 21  | 42  | 28  | 9   | 1  | 4  | 5  | 10 |
| 2012–2013    | St. Louis Blues           | NHL          | 48   | 10  | 15  | 25  | 44  | 6   | 0  | 2  | 2  | 6  |
| 2013–2014    | Edmonton Oilers           | NHL          | 78   | 28  | 29  | 57  | 90  | —   | —  | —  | —  | —  |
| 2014–2015    | Edmonton Oilers           | NHL          | 38   | 5   | 14  | 19  | 20  | —   | —  | —  | —  | —  |
|              | Pittsburgh Penguins       | NHL          | 43   | 12  | 10  | 22  | 42  | 5   | 0  | 1  | 1  | 4  |
| 2015–2016    | Pittsburgh Penguins       | NHL          | 43   | 4   | 12  | 16  | 28  | —   | —  | —  | —  | —  |
|              | Anaheim Ducks             | NHL          | 28   | 8   | 12  | 20  | 34  | 7   | 1  | 2  | 3  | 8  |
| 2016–2017    | St. Louis Blues           | NHL          | 82   | 18  | 28  | 46  | 54  | 11  | 0  | 1  | 1  | 8  |
| 2017–2018    | Vegas Golden Knights      | NHL          | 70   | 16  | 50  | 66  | 50  | 15  | 1  | 8  | 9  | 10 |
| 2018–2019    | St. Louis Blues           | NHL          | 57   | 23  | 23  | 46  | 46  | 26  | 7  | 9  | 16 | 16 |
| 2019–2020    | St. Louis Blues           | NHL          | 71   | 25  | 35  | 60  | 52  | 9   | 4  | 5  | 9  | 8  |
| 2020–2021    | St. Louis Blues           | NHL          | 56   | 19  | 39  | 58  | 22  | —   | —  | —  | —  | —  |
| 2021–2022    | St. Louis Blues           | NHL          | 67   | 27  | 30  | 57  | 48  | 12  | 9  | 4  | 13 | 10 |
| 2022–2023    | Detroit Red Wings         | NHL          | 82   | 24  | 32  | 56  | 52  | —   | —  | —  | —  | —  |
| NHL totalt   | NHL totalt                | NHL totalt   | 1055 | 293 | 428 | 721 | 770 | 104 | 24 | 37 | 61 | 84 |
| LHJMQ totalt | LHJMQ totalt              | LHJMQ totalt | 70   | 39  | 44  | 83  | 75  | 17  | 12 | 16 | 28 | 22 |